# Sollevamento pesi ai Giochi della XX Olimpiade - Pesi supermassimi
La competizione della categoria pesi supermassimi (oltre i 110 kg) di sollevamento pesi ai Giochi della XX Olimpiade si è svolta il giorno 6 settembre 1972 alla Weightlifting Hall del Messegelände di Monaco di Baviera.
Originariamente programmata per il 5 settembre, venne posticipata di un giorno a causa della sospensione decretata per il Massacro di Monaco.

## Regolamento
La classifica era ottenuta con la somma delle migliori alzate delle seguenti 3 prove:
- Distensione lenta
- Strappo
- Slancio

Su ogni prova ogni concorrente aveva diritto a tre alzate. In caso di parità vinceva il sollevatore che pesava meno.

## Risultati
| Pos.    | Atleta             | Nazione          | Peso Atleta | Distensione lenta | Distensione lenta | Distensione lenta | Distensione lenta | Strappo | Strappo | Strappo | Strappo | Slancio | Slancio | Slancio | Slancio | Totale |
| Pos.    | Atleta             | Nazione          | Peso Atleta | 1                 | 2                 | 3                 | Tot               | 1       | 2       | 3       | Tot     | 1       | 2       | 3       | Tot     |        |
| ------- | ------------------ | ---------------- | ----------- | ----------------- | ----------------- | ----------------- | ----------------- | ------- | ------- | ------- | ------- | ------- | ------- | ------- | ------- | ------ |
| Oro     | Vasilij Alekseev   | Unione Sovietica | 152.80      | 225.0             | 230.0             | 235.0             | 235.0             | 170.0   | 175.0   | 180.0   | 175.0   | 225.0   | 225.0   | 230.0   | 230.0   | 640.0  |
| Argento | Rudolf Mang        | Germania Ovest   | 129.75      | 222.5             | 222.5             | 225.0             | 225.0             | 170.0   | 180.0   | 180.0   | 170.0   | 215.0   | 232.5   | 232.5   | 215.0   | 610.0  |
| Bronzo  | Gerd Bonk          | Germania Est     | 142.30      | 190.0             | 190.0             | 200.0             | 200.0             | 150.0   | 155.0   | 160.0   | 155.0   | 210.0   | 217.5   | 217.5   | 217.5   | 572.5  |
| 4       | Jouko Leppä        | Finlandia        | 144.80      | 190.0             | 200.0             | 205.0             | 205.0             | 150.0   | 157.5   | 162.5   | 157.5   | 200.0   | 205.0   | 210.0   | 210.0   | 572.5  |
| 5       | Manfred Rieger     | Germania Est     | 125.55      | 185.0             | 190.0             | 192.5             | 190.0             | 162.5   | 162.5   | 170.0   | 162.5   | 200.0   | 205.0   | 207.5   | 205.0   | 557.5  |
| 6       | Petr Pavlásek      | Cecoslovacchia   | 150.25      | 185.0             | 192.5             | 197.5             | 192.5             | 155.0   | 160.0   | 165.0   | 165.0   | 200.0   | 205.0   | 205.0   | 200.0   | 557.5  |
| 7       | Kalevi Lahdenranta | Finlandia        | 134.30      | 180.0             | 190.0             | 195.0             | 190.0             | 165.0   | 165.0   | 170.0   | 165.0   | 200.0   | 200.0   | 205.0   | 200.0   | 555.0  |
| 8       | Fernando Bernal    | Cuba             | 125.85      | 190.0             | 200.0             | 200.0             | 190.0             | 147.5   | 147.5   | 152.5   | 147.5   | 200.0   | 207.5   | 212.5   | 207.5   | 545.0  |
| 9       | Ove Johansson      | Svezia           | 127.95      | 200.0             | 200.0             | 205.0             | 200.0             | 145.0   | 150.0   | 150.0   | 145.0   | 200.0   | 200.0   | 200.0   | 200.0   | 545.0  |
| 10      | Terry Perdue       | Regno Unito      | 146.85      | 180.0             | 185.0             | -                 | 185.0             | 147.5   | 152.5   | 152.5   | 147.5   | 180.0   | 185.0   | -       | 180.0   | 512.5  |
| 11      | Thamer Chaim       | Brasile          | 114.10      | 175.0             | 182.5             | 182.5             | 175.0             | 135.0   | 142.5   | 142.5   | 135.0   | 180.0   | 190.0   | -       | 180.0   | 490.0  |
| -       | Ken Patera         | Stati Uniti      | 145.80      | 212.5             | 227.5             | 230.0             | 212.5             | 165.0   | 165.0   | 170.0   | NVL     |         |         |         |         | DNF    |
| -       | Serge Reding       | Belgio           | 139.45      | 222.5             | 222.5             | 225.0             | NVL               |         |         |         |         |         |         |         |         | DNF    |